# Свидницька сільська рада
Свидницька сільська рада — колишній орган місцевого самоврядування у Яворівському районі Львівської області. Адміністративний центр — село Свидниця.

## Загальні відомості
Свидницька сільська рада утворена в 1939 році. Територією ради протікають річки Гатка, Ретичин.

## Населені пункти
Сільській раді підпорядковані населені пункти:
- с. Свидниця
- с. Божа Воля
- с. Вовча Гора
- с. Коханівка
- с. Руда-Краковецька

## Склад ради
Рада складається з 16 депутатів та голови.

### Керівний склад попередніх скликань
| ПІБ                     | Основні відомості                                                 | Дата обрання | Дата звільнення |
| ----------------------- | ----------------------------------------------------------------- | ------------ | --------------- |
| Паньо Андрій Васильов   | Сільський голова, 1959 року народження, освіта вища, безпартійний | 26.03.2006   | 31.10.2010      |
| Паньо Андрій Васильович | Сільський голова, 1959 року народження, освіта вища, безпартійний | 31.10.2010   | 23.11.2015      |
| Ільницький Ігор Якович  | Сільський голова, 1983 року народження, освіта вища, безпартійний | 23.11.2015   |                 |

Примітка: таблиця складена за даними джерела